# Franz Justus Frenzel
Franziskus Justus Frenzel (* 1740 in Auerstedt; † 1823 in Oßmannstedt) war ein deutscher Pfarrer und Botaniker.
Frenzel war seit 1794 und bis ins Jahr seines Todes Pfarrer in Oßmannstedt in Thüringen.
Im Jahre 1800 erhielt er die silberne Medaille der kaiserlichen Akademie der Naturforscher in Erlangen (Cothenius-Medaille) für eine Arbeit zum Preisthema Über das Auf- und Abwärtssteigen des Saftes in den Pflanzen.

## Schriften
- Physiologische Beobachtungen über den Umlauf des Safts in den Pflanzen und Bäumen und der Entstehung der Erdschwämme: Zum Nutzen der Botaniker, Forstmänner, Oekonomen und Gartenfreunde; Eine von der kaiserlichen Akademie der Naturforscher in Erlangen gekrönte Schrift. Weimar 1804 in der Google-Buchsuche (Weiteres Digitalisat)